# المؤجلة (ذي السفال)

تعديل مصدري - تعديل

المؤجلة هي إحدى قرى عزلة العنسيين بمديرية ذي السفال التابعة لمحافظة إب، بلغ تعداد سكانها 1563 نسمة حسب تعداد اليمن لعام 2004.